# منتخب الولايات المتحدة لكرة الصالات
منتخب الولايات المتحدة الوطني لكرة قدم الصالات هو ممثل الولايات المتحدة الرسمي في المنافسات الدولية في كرة الصالات .